# Šestanovac
Šestanovac és un municipi de Croàcia situat al comtat de Split-Dalmàcia. El 2020 tenia una població estimada de 1.700 habitants.